# Luis Crespí Jaume
Luis Crespí Jaume (Madrid, 15 de maig de 1889 – 29 de novembre de 1963) va ser un botànic i agrònom espanyol.

## Antecedents familiars
Fill d'Antoni Crespí Mas (1851-1929) i de Francesca Jaume Nadal (1860-1947). El pare, després d'estudiar farmàcia a la Universitat de Barcelona es va establir a Sóller per regentar una apotecaria al carrer de Sant Bartomeu. El 1879 es va traslladar a Madrid per estudiar ciències naturals a la Universitat Central. Una vegada llicenciat, es va casar, l'any 1885, i el 1891 va obtenir la càtedra d'Agricultura de l'Institut de Pontevedra on va treballar fins a la seva jubilació, l'any 1921. Antoni Crespí i Francesca Jaume van tenir catorze fills.

## Formació
Luis Crespí va estudiar ciències naturals a la Universitat Central de Madrid. El 1916 va guanyar per oposicions la càtedra d'agricultura de l'Institut de Lugo.
El 1917 assistí, a Madrid, al curs impartit per L. Salon sobre fisiologia vegetal aplicada a l'agricultura de la Junta d'Ampliació d'Estudis, que li concedí una beca de recerca en els laboratoris de patologia agrícola de Tolosa de Llenguadoc de Toulouse (França), En torna a l'estat espanyol fou nomenat catedràtic de l'Instituto-Escuela, restant vinculat als laboratoris del Museo Nacional de Ciencias, de Madrid. El 1926 rebé una segona beca de la Junta de Ampliación de Estudios para dur a terme recerques agrícoles a la Universitat de Porto (Portugal), especialitzant-se en liquenologia sota la direcció del catedràtic G. Sampaio (1865- 1937).

## Docència i investigació
La primavera de 1927 conegué N. I. Vavilov (1887-1943), gran genetista rus, de viatge de recerca en el seu programa d'investigació mundial sobre les llavors i les plantes cultivades, treballs que influïren l'obra de Crespí. L'estiu de 1927 dirigí, en col·laboració amb G. Sampaio, J. Rodríguez Bouzo, G. Nieto L. Iglesias, la “Exploración naturalista y folklórica de los Ancares y montes del Invernadero”, patrocinada por la Junta de Ampliación de Estudios, en el seu programa “Comisión de Estudios en Galicia”. El març de 1933 fou nomenat cap del Laboratori d'Ecologia del Museo de Ciencias, compartint la seva càtedra a l'Instituto-Escuela fins al final de la Guerra Civil (1936-1939). Un cop acabada la guerra fou objecte d'una depuració política. I, fins que no fou ministre d'educació Joaquín Ruiz Jiménez, no va ser rehabilitat a la seva càtedra d'institut, incorporant-se al de San Isidro (Madrid). Mentre va ser suspès de càtedra va ser administratiu dels laboratoris Promesa de Madrid.
Des de gener de 1915 fou membre de Societat Espanyola d'Història Natural, publicant alguns articles, notícies i recensions a les seves memòries. Morí a Madrid el novembre de 1963, als setanta-quatre anys.

## Obres
- La soja y su cultivo. Madrid: Antonio Marzo, 1922 (2.ª ed., Madrid, Espasa Calpe, 1935).
- Líquenes de la provincia de Pontevedra. Amb F. Sampaio. "Boletín de la Sociedad Española de Historia Natural" (BSEHN), XXVII (1927)136-160.
- Los prados de las regiones media y montaña de Galicia. Amb I. Iglesias. "BSEHN", XXIX (1929)127-142.
- Contribución al folklore gallego. A: Conferencias y Reseñas Científicas de la Sociedad Española de Historia Natural (CRCSEHN), IV (1929)5-19.
- Notas sobre una geografía botánica en Galicia. A: Memorias de la Real Sociedad Española de Historia Natural, XV (1929)799-810.
- Notas liquenológicas, I. El género Rhizocarpon en España. "BSEHN", XXX (1930)261-269.
- J. Cuatrecasas. Estudios sobre la flora y la vegetación del macizo de Mágina. "BSEHN", XXX (1930)107-108.
- Patología y terapéutica vegetales. A: "CRCSEHN" 5 (1930) 98.
- Nueva monografía del género Lens. "CRCSEHN" 5 (1930)105-119.
- Las nuevas concepciones sobre los tropismos de las plantas. "CRCSEHN" 5 (1930)213-216.
- Morfología y organografía de las plantas (col. Labor). "CRCSEHN" 5 (1930)216.
- L. Ceballos y M. Martín Bolaños: Estudio sobre la vegetación forestal de la provincia de Cádiz. "BSEHN" XXXI (1931)686-688.
- Homenaje a D. José Gascón. "CRCSEHN"10 (1935)70- 71.[2]